# Louis Roy (homme politique)
Pour les articles homonymes, voir Louis Roy (homonymie) et Roy.
Louis Roy, né le 29 avril 1898 et mort le 24 avril 1966, est un homme politique français.

## Détail des fonctions et des mandats
Mandat parlementaire
- 26 avril 1959 - 23 septembre 1962 : Sénateur de l'Aisne